# Volkmarshausen
Volkmarshausen is een dorp in de gemeente Hann. Münden in het Landkreis Göttingen in Nedersaksen in Duitsland. 
Volkmarshausen ligt 4 km ten noordoosten van de stad Hann. Münden, aan de Bundesstraße 3. Met westerbuur Gimte deelt het dorp een bedrijventerrein voor midden- en kleinbedrijf aan de B3. Bijzondere vermelding verdient hier een kleine onderneming, die patronen voor jachtgeweren maakt en verhandelt. Van 1848 tot 1975 had dit bedrijf in de stad Hann. Münden een loodtoren in gebruik, de Fährenpfortenturm.  Langs de noordkant van het dorp loopt het riviertje de Schede.
Volkmarshausen wordt voor het eerst vermeld in de Codex Eberhardi uit de twaalfde eeuw.  
Wiershausen en Volkmarshausen hadden tot aan de 19e eeuw enige linnenweverijen; de boeren in de omgeving van deze dorpen verbouwden in de 17e en 18e eeuw op hun akkers veel vlas.
Het dorp werd begin 1973 toegevoegd aan de gemeente  Hann. Münden. Volkmarshausen heeft pas sinds 1955 een eigen kerkgebouw.
Van 1855 tot circa 1980, vóór de komst van de hogesnelheidslijn, liep langs Volkmarshausen een spoorlijn van Hann. Münden naar Göttingen. Deze liep ten noordoosten van het dorp door een tunnel, die na de sluiting van de spoorlijn gedeeltelijk voor wandelaars toegankelijk is.

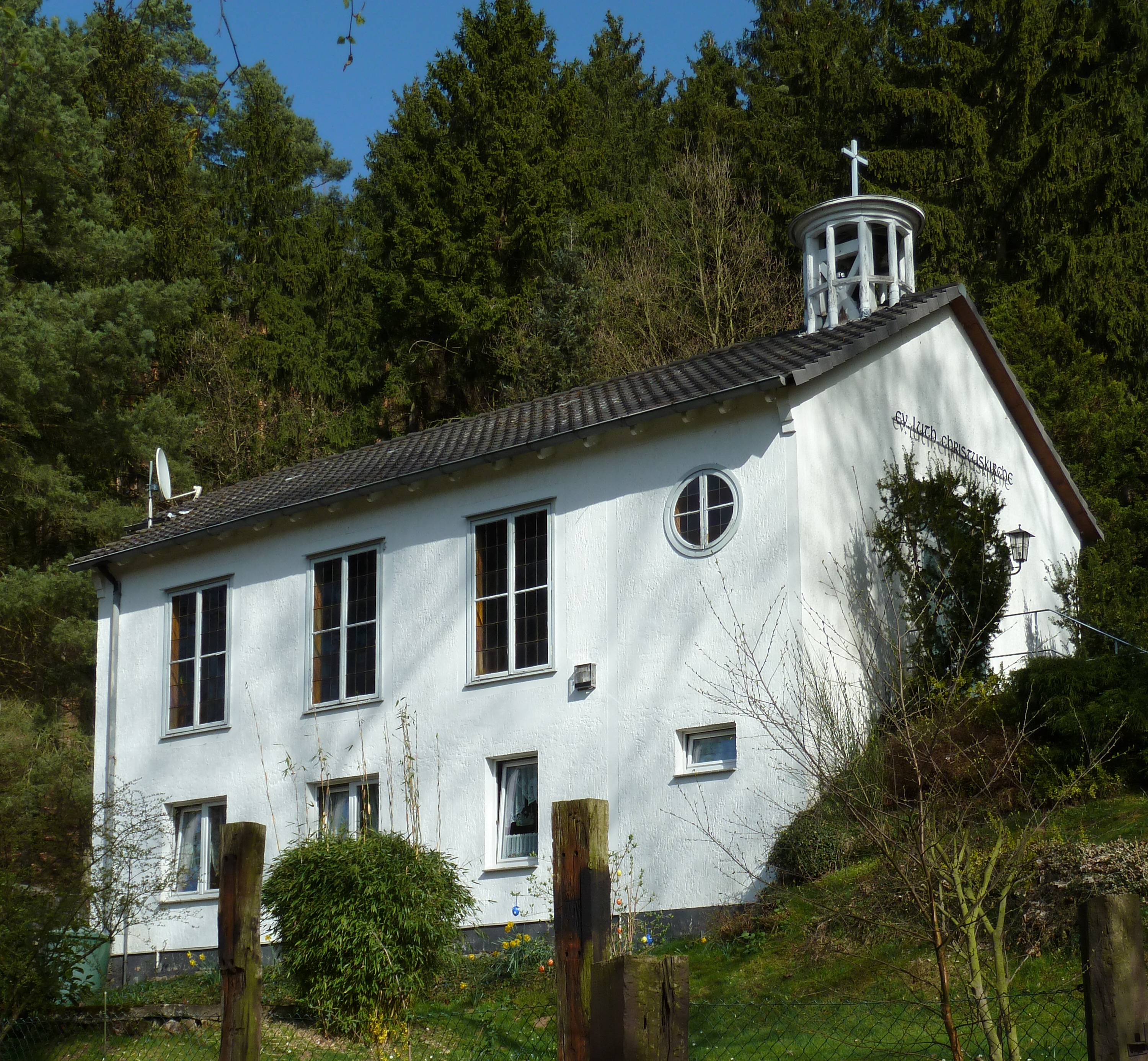
De Christuskerk te Volkmarshausen
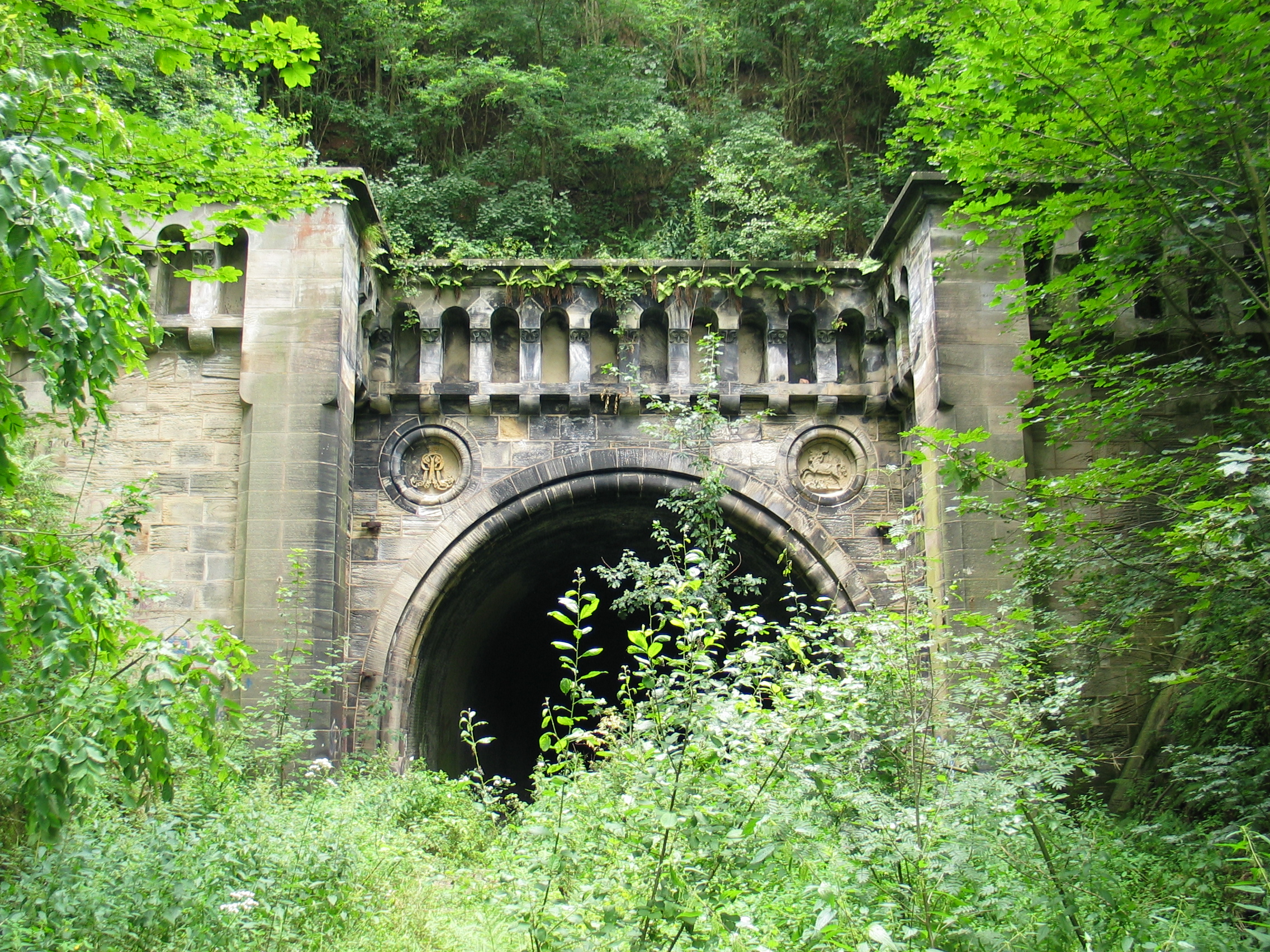
Ingang voormalige spoorwegtunnel (1855) bij Volkmarshausen
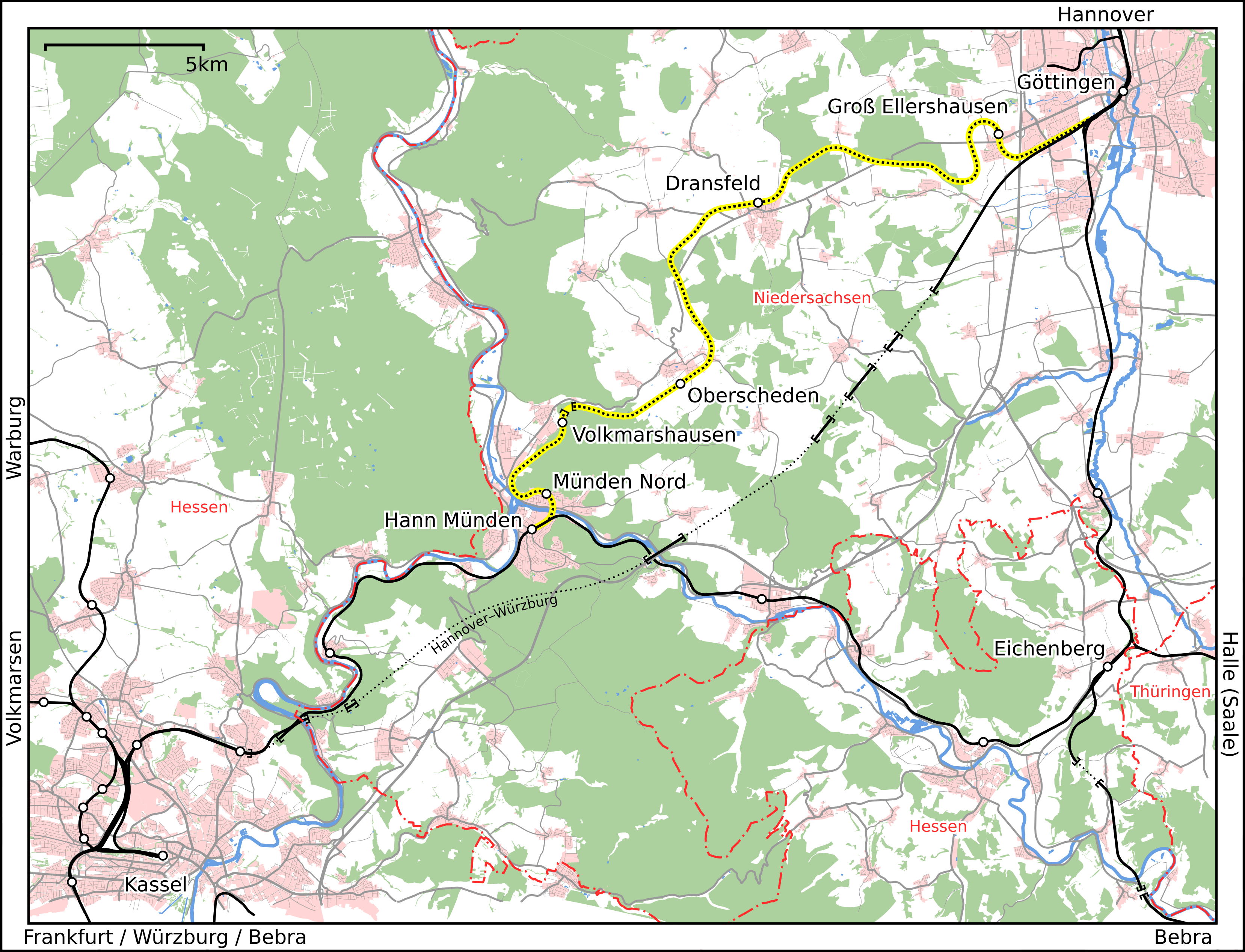
Voormalig spoorwegtraject Dransfelder Rampe (gele lijn)

- Gemeinsame Normdatei: 4117395-8
- Virtual International Authority File: 242134499